# Matthew Coward-Holley
Matthew John Coward-Holley (Chelmsford, 14 de diciembre de 1994) es un deportista británico que compite en tiro, en la modalidad de tiro al plato.
Participó en dos Juegos Olímpicos de Verano, en los años 2020 y 2024, obteniendo una medalla de bronce en Tokio 2020, en la prueba de foso. En los Juegos Europeos de Cracovia 2023 consiguió una medalla de plata en la prueba de foso mixto.
Ganó una medalla de oro en el Campeonato Mundial de Tiro al Plato de 2019 y cuatro medallas en el Campeonato Europeo de Tiro entre los años 2016 y 2025.

## Palmarés internacional
| Juegos Olímpicos   | Juegos Olímpicos      | Juegos Olímpicos  | Juegos Olímpicos |
| Año                | Lugar                 | Medalla           | Prueba           |
| ------------------ | --------------------- | ----------------- | ---------------- |
| 2020               | Tokio (Japón)         | Medalla de bronce | Foso             |
| Campeonato Mundial |                       |                   |                  |
| Año                | Lugar                 | Medalla           | Prueba           |
| 2019               | Lonato (Italia)       | Medalla de oro    | Foso             |
| Juegos Europeos    |                       |                   |                  |
| Año                | Lugar                 | Medalla           | Prueba           |
| 2023               | Cracovia (Polonia)    | Medalla de plata  | Foso mixto       |
| Campeonato Europeo |                       |                   |                  |
| Año                | Lugar                 | Medalla           | Prueba           |
| 2016               | Lonato (Italia)       | Medalla de bronce | Doble foso       |
| 2021               | Osijek (Croacia)      | Medalla de oro    | Foso             |
| 2021               | Osijek (Croacia)      | Medalla de plata  | Foso mixto       |
| 2025               | Châteauroux (Francia) | Medalla de plata  | Foso             |